# Такояки
Такоя́ки (яп. たこ焼き или 蛸焼) — популярное японское блюдо, шарики из жидкого теста с начинкой из отварного осьминога и других ингредиентов (зелёный лук, тэнкасу, имбирь и т.п.). Такояки жарятся в специальной сковороде с полусферическими выемками и подаются по несколько штук в вытянутой тарелке или, в фастфуде, в плоской коробке из пищевого картона, как правило политыми соусом для такояки (яп. たこ焼きソース) (аналогичным соусу для тонкацу или окономияки и представляющим собой загущённую версию вустерского соуса), майонезом и посыпанными в качестве дополнительной приправы аонори и тунцовой стружкой кацуобуси. Такояки считаются стереотипной уличной закуской в Осаке (где они были придуманы) и Западной Японии вообще, хотя в последнее время приобрели общенациональную популярность.

## История
Такояки впервые были придуманы в Осаке в 1935 году уличным поваром по имени Томэкити Эндо под влиянием схожего блюда «акасияки» (придуманного в Акаси), также с начинкой из осьминога, но с большим количеством яиц в тесте. Такояки быстро получили популярность среди уличных торговцев, работавших с передвижных лотков ятай, а затем и в кухне пивных и закусочных идзакая как недорогой, лёгкий и сытный перекус.

## Приготовление
Тесто для такояки готовится из обычной хлебопекарной или кондитерской (низкобелковой) муки, ледяной воды и яиц, в пропорции 1,25 стакана воды и 1 яйцо на 100 граммов муки, и приправляется солью, даси и соевым соусом по вкусу. Начинки могут быть чрезвычайно разнообразны, но обычно включают отварные щупальца осьминога (как правило с кусочком присоски), а также острые овощи вроде репчатого или зелёного лука, имбиря или острого перца. Также в начинку могут включаться молодые бобы и другая зелень, крошки теста для тэмпуры (тэнкасу), сушёные креветки, и т.п. Для приготовления такояки используется специальная сковорода с полусферическими углублениями, которая перед использованием смазывается растительным маслом. После этого углубления заполняются жидким тестом примерно на 2/3, в их середину кладётся начинка, и добавляется дополнительная порция теста, так чтобы сковорода была полностью им покрыта. Когда тесто схватится, отдельные пончики переворачиваются специальной шпилькой или просто зубочисткой на 90°, так, чтобы мягкое тесто оказалось в углублении сковороды. После этого их продолжают переворачивать в углублениях пока они не приобретут золотисто-коричневую хрустящую корочку — тогда они готовы к подаче.
- Сковорода для приготовления такояки
- Домашнее приготовление такояки
- Процесс приготовления
- Такояки с вустерским соусом и майонезом.
- Такояки с дайконом